# Stefan Rydel (senator)
Stefan Rydel (ur. 23 lipca 1892, zm. 12 stycznia 1975 we Wrocławiu) – polski działacz rolniczy i społeczny, polityk, senator w II RP.

## Życiorys
W okresie międzywojennym był członkiem rady powiatowej, wydziału powiatowego i rady wojewódzkiej w Kielcach oraz prezesem rady szkolnej powiatowej tamże. Pracował jako radca kieleckiej Izby Rolniczej.
W 1935 roku został senatorem IV kadencji (1935–1938) z województwa kieleckiego. Pracował w komisji oświatowej.

## Życie prywatne
Był synem Stanisława i Wincencji z domu Szczepanowskiej. Ożenił się z Wiktorią Gołębską, z którą miał troje dzieci: Marię (ur. w 1925 roku), późniejszą Kmitę, Krystynę (ur. w 1929 roku), późniejszą Grzeczyńską oraz Stanisława (1929–2008).
W okresie międzywojennym mieszkał w Podolanach.
Lucjan Rydel, lekarz okulista, profesor i rektor Uniwersytetu Jagiellońskiego (ojciec Lucjana Rydla, poety) był bratem jego dziadka Władysława Ludwika Rydla.
Pochowany na Cmentarzu Grabiszyńskim we Wrocławiu.

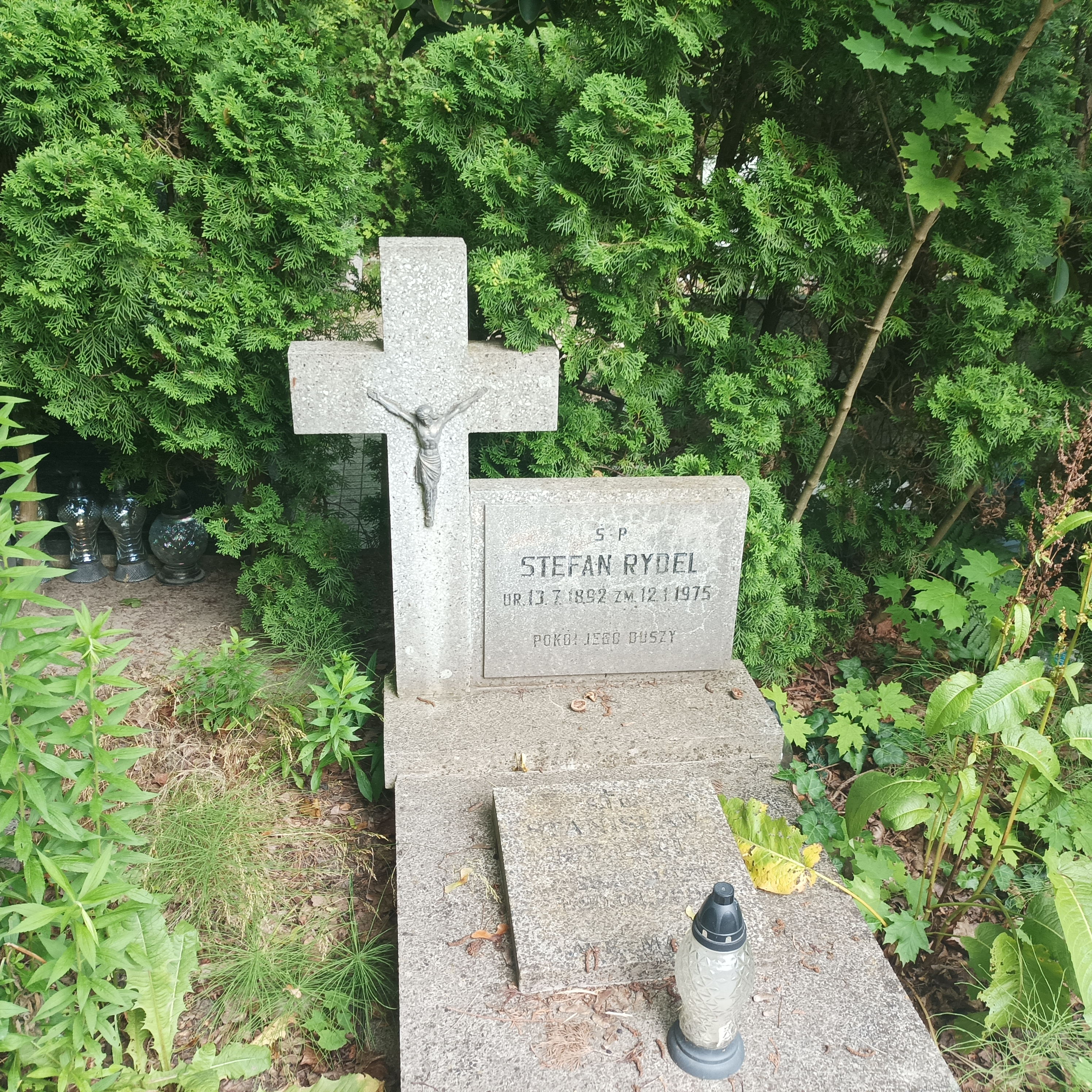
Grób Stefana Rydla na Cmentarzu Grabiszyńskim